# Види милосердя
«Види милосердя» (англ. Kinds of Kindness) — кіноальманах режисера Йоргоса Лантімоса 2024 року. Головні ролі у картині зіграли Емма Стоун та Віллем Дефо.

## Сюжет
Триптих-притча з трьох слабко пов'язаних між собою історій. 
Перша історія розповідає про чоловіка без вибору, який намагається взяти під контроль власне життя. 
Друга – про поліцейського. Він непокоїться, що дружина, котра повернулась після зникнення у морі, стала зовсім іншою людиною. 
А третя історія оповідає про жінку, котра заповзялась знайти особливу людину з унікальними здібностями і єдиним призначенням – бути видатним духовним лідером.

## У ролях
- Емма Стоун
  - Ріта (сегмент «The Death of R.M.F»)
  - Ліз (сегмент «R.M.F. is Flying»)
  - Емілі (сегмент «R.M.F. Eats a Sandwich»)
- Віллем Дефо
  - Реймонд (сегмент «The Death of R.M.F»)
  - Джордж (сегмент «R.M.F. is Flying»)
  - Омі (сегмент «R.M.F. Eats a Sandwich»)
- Джессі Племенс
  - Роберт (сегмент «The Death of R.M.F»)
  - Деніел (сегмент «R.M.F. is Flying»)
  - Ендрю (сегмент «R.M.F. Eats a Sandwich»)
- Марґарет Кволлі
  - Вів'єн (сегмент «The Death of R.M.F»)
  - Марта (сегмент «R.M.F. is Flying»)
  - близнючки Рут і Ребекка (сегмент «R.M.F. Eats a Sandwich»)
- Хонг Чау
  - Сара (сегмент «The Death of R.M.F»)
  - Шерон (сегмент «R.M.F. is Flying»)
  - Ака (сегмент «R.M.F. Eats a Sandwich»)
- Джо Алвін
  - оцінювач предметів колекціонування (сегмент «The Death of R.M.F»)
  - Джеррі (сегмент «R.M.F. is Flying»)
  - Джозеф (сегмент «R.M.F. Eats a Sandwich»)
- Гантер Шафер
  - Анна (сегмент «R.M.F. Eats a Sandwich»)

## Виробництво
Проєкт було анонсовано у вересні 2022 року. Виробництвом зайнялася компанія Searchlight Pictures, режисером фільму став Йоргос Лантімос, він же написав сценарій спільно з Ефтіміс Філіппоу. Головні ролі отримали Емма Стоун, Джессі Племенс, Віллем Дефо та Марґарет Кволлі. Зйомки почалися у жовтні 2022 року в Новому Орлеані.

## Випуск
Світова прем'єра фільму відбулася в основній конкурсній програмі 77-го Каннського кінофестивалю 17 травня 2024 року, де Джессі Племенс був нагороджений призом за найкращу чоловічу роль. 
В Україні прем'єра фільму в кінотеатрах запланована на 12 вересня 2024 року. Фільм буде демонструватися мовою оригіналу з українськими субтитрами.